# Joe Gould
Joe Gould, död 1950, var en amerikansk boxningstränare och god vän till amerikanske boxaren James J. Braddock.
I filmen Cinderella Man porträtteras han av skådespelaren Paul Giamatti.